# Пи-Пи (остров)
Пи-Пи — небольшой остров, расположенный в провинции Ньюфаундленд и Лабрадор на крайнем востоке Канады. Это самый маленький из четырёх островов экологического заповедника Уитлесс-Бэй (три другие острова — Грейт, Галл и Грин).
В 1983 году остров Пи-Пи был включен в состав заповедника, поскольку он является местом размножения до 1300 пар атлантических тупиков и является частью крупнейшей колонии атлантических тупиков в Северной Америке. Вскоре после присоединения название острова было изменено с «Остров Пеббл» на его нынешнее название. Остров состоит из слоев темно-серого песчаника и сланца. Он находится всего в 250 метрах от материка и легко просматривается из деревни Сент-Майклс и тропы Восточного побережья.

### Климат
Самый холодный месяц — февраль; температура при −6 °C, а самый жаркий — август: 14 °С. Среднегодовое количество осадков составляет 1517 мм осадков; самым дождливым месяцем является январь со средним значением 185 мм и самым сухим — июль с 71 мм осадков.